# 普罗科皮斯·帕夫洛普洛斯
普罗科皮斯·帕夫洛普洛斯（羅馬化：Prokópis Pavlópoulos；1950年7月10日—）希臘政治家，曾任希臘總統、律师、大学教授。2004年至2009年担任希腊内政部长（2004年－2007年为内政、公共行政和去中心化部长，2007年－2009年为内政和公共秩序部长）。
2015年2月18日，帕夫洛普洛斯在希腊议会中以233票当选为新总统，于2015年3月13日接替卡罗洛斯·帕普利亚斯宣誓就职。

## 生平
普罗科皮斯·帕夫洛普洛斯出生于卡拉马塔，其父瓦西利斯·帕夫洛普洛斯是大学教授。在家乡完成基础教育后，1968年他入读雅典大学法学院。1975年，他通过政府的奖学金，获得巴黎第二大学的深入研究文凭（DEA，Diplôme d'études approfondies，约等于博士预备班），1977年获得公共法律博士学位（PhD）。1978–79年他返回希腊进入军队服兵役，成为一个陆军通信兵。1980年成为雅典大学的讲师，1983年成为助理教授，1986年晋升为副教授。1989年，他当选为行政法（全职）教授。1986年任巴黎第二大学兼职教员。
1990年到1995年，帕夫洛普洛斯担任康斯坦蒂诺斯·卡拉曼利斯总统的法律办公室主任，1995年9月起任新民主党主席米尔蒂阿迪斯·埃弗特的政治顾问。1996年议会选举中当选新民主党议员，成为新民主党的新闻和资讯发言人，2000年、2004年、2007年、2008年和2012年连任雅典A选区议员。
在2004年3月的议会选举中，新民主党赢得大选，帕夫洛普洛斯被新政府总理科斯塔斯·卡拉曼利斯任命为内政部长。2007年9月议会选举再次胜利后，政府改组，内政部与公共秩序部合并，帕夫洛普洛斯继续任部长。
2014年12月的总统选举开始，2015年2月17日总理阿列克西斯·齐普拉斯提名帕夫洛普洛斯为SYRIZA–ANEL执政联盟候选人参与角逐希腊总统。2015年2月18日，帕夫洛普洛斯在SYRIZA–ANEL和所属政党新民主党的支持下，在议会中获得233票，高于当选所需的180票。由中间政党提名的候选人阿利维扎托斯仅获得30张选票。

## 个人
帕夫洛普洛斯父亲瓦西利斯·帕夫洛普洛斯(Vasilis Pavlopoulos)是语言学教授。
帕夫洛普洛斯夫人为弗拉西娅·帕夫洛普洛斯-佩尔泽米(Vlassia Pavlopoulou-Peltsemi)，两人有2女1子。